# 菲律賓波魚
菲律賓波魚（学名：Rasbora philippina）為輻鰭魚綱鯉形目鯉科的一個種，分布於亞洲菲律賓民答那峨島，體長可達6.5公分，棲息在中底層水域，可做為觀賞魚。